# Saint-Broingt-les-Fosses
 Saint-Broingt-les-Fosses  es una población y comuna francesa, en la región de Champaña-Ardenas, departamento de Alto Marne, en el distrito de Langres y cantón de Prauthoy.

## Demografía
| 170 | 147 | 148 | 134 | 131 | 152 |
| Para los censos de 1962 a 1999 la población legal corresponde a la población sin duplicidades (Fuente: INSEE [Consultar]) |     |     |     |     |     |